# Kaligula (dramat Alberta Camusa)
Kaligula (fr. Caligula) – dramat autorstwa Alberta Camusa, będący reinterpretacją historii rzymskiego cesarza, Gajusza Juliusza Kaliguli. Zasadniczy zrąb utworu powstał jeszcze pod koniec lat trzydziestych, po raz pierwszy Camus wspomina o swoim pomyśle w roku 1937. Inspiracją staje się lektura Żywotów cezarów Swetoniusza. Utwór był wielokrotnie przerabiany i zmieniany. Zwłaszcza pod wpływem wydarzeń związanych z II wojną światową rozwinięty został wątek totalitaryzmu, a w postaci tytułowego bohatera pogłębione zostały rysy dyktatora. Pierwsze wydanie miało miejsce w oficynie Gallimarda w roku 1944, ale kolejnych zmian na tekście autor dokonywał jeszcze do roku 1958. Utwór składa się z IV aktów i zaliczany jest do tzw. „trylogii Syzyfa” (z „Mitem Syfyza” i „Obcym”).

## Przegląd treści
Kaligula, cesarz rzymski, znika po śmierci swojej siostry, a zarazem kazirodczej ukochanej, Druzylli. Gdy wraca, jest zupełnie odmienioną osobą – zapowiada rządy dziejące się wbrew logice i oparte na okrucieństwie. Wspomagają go jego wierny wyzwoleniec Helikon i kochająca go dawna nałożnica, Cesonia. Upokarzani i prześladowani patrycjusze zawiązują spisek, na czele którego staje Kasjusz Cherea. Postacią rozdartą pomiędzy obiema grupami jest Scypion Młodszy – poeta i niegdysiejszy przyjaciel Kaliguli (do chwili, gdy ten rozkazał zamordować jego ojca). W ostatniej scenie dramatu cesarz zostaje zamordowany.
Kaligula nie został jednak sportretowany przez Camusa jako szaleniec. Szuka przede wszystkim wolności. Najpierw postanawia osiągnąć ją przez zaprzeczenie rządzącym światem prawom i dokonanie czegoś niemożliwego (chce posiąść Księżyc, zadanie jego sprowadzenia powierza Helikonowi). Gdy to okazuje się niemożliwe, ogłasza się bogiem i postanawia działać wbrew swojemu człowieczeństwu, kierując się bezwzględną logiką okrucieństwa. Odrzucając najbliższych, postanawia zniszczyć to wszystko, co było mu bliskie – odtrącić przyjaciół, zabić kochającą go kobietę, przełamać wszelkie społeczne normy. Plan nie przynosi mu jednak wolności, lecz niewymowne cierpienie. Wyzwolenie odnajduje dopiero we własnej śmierci.

## Inspiracje historyczne
Większość motywów została zaczerpnięta bezpośrednio ze Swetoniusza, jako twórcza reinterpretacja (należy pamiętać, że już samo to dzieło historiograficzne było mocno subiektywne, jako niechętne środowisku cesarskiemu). W Żywotach cezarów odnajdujemy tak zasadnicze wątki, jak spółkowanie z Księżycem, wcielanie się Kaliguli w postać Wenus, jego wymyślne dziwactwa i sposoby upokarzania senatorów. Kilka wypowiedzi cesarza to także bezpośrednie cytaty. Istnieją i jednak pewne przesunięcia w zapożyczeniach, zwłaszcza co do postaci (np. według Swetoniusza cezar miał upokarzać Chereę, zwracając się do niego „moja droga” – u Camusa darzy sędziwego oficera szacunkiem, zaś swe drwiny kieruje ku postaci Senektusa).